# Лонг-Гроув (Іллінойс)
Лонг-Гроув (англ. Long Grove) — селище (англ. village) в США, в окрузі Лейк штату Іллінойс. Населення — 8366 осіб (2020).

## Географія
Лонг-Гроув розташований за координатами 42°11′41″ пн. ш. 88°0′37″ зх. д. / 42.19472° пн. ш. 88.01028° зх. д. (42.194858, -88.010264).  За даними Бюро перепису населення США в 2010 році селище мало площу 32,92 км², з яких 32,31 км² — суходіл та 0,61 км² — водойми.

## Демографія
Згідно з переписом 2010 року, у селищі мешкали 8043 особи в 2484 домогосподарствах у складі 2256 родин. Густота населення становила 244 особи/км².  Було 2593 помешкання (79/км²).
Расовий склад населення:
| - 83,9 % — білих - 11,9 % — азіатів - 1,2 % — чорних або афроамериканців - 1,1 % — осіб інших рас |

До двох чи більше рас належало 1,8 %. Частка іспаномовних становила 3,2 % від усіх жителів.
За віковим діапазоном населення розподілялося таким чином: 26,9 % — особи молодші 18 років, 61,4 % — особи у віці 18—64 років, 11,7 % — особи у віці 65 років та старші. Медіана віку мешканця становила 45,6 року. На 100 осіб жіночої статі у селищі припадало 95,9 чоловіків;  на 100 жінок у віці від 18 років та старших — 95,8 чоловіків також старших 18 років.
Середній дохід на одне домашнє господарство  становив 229 112 долари США (медіана — 188 182), а середній дохід на одну сім'ю — 238 195 доларів (медіана — 190 000). Медіана доходів становила 138 958 доларів для чоловіків та 84 545 доларів для жінок. За межею бідності перебувало 2,4 % осіб, у тому числі 3,1 % дітей у віці до 18 років та 2,0 % осіб у віці 65 років та старших.
Цивільне працевлаштоване населення становило 4001 осіб. Основні галузі зайнятості: науковці, спеціалісти, менеджери — 24,6 %, освіта, охорона здоров'я та соціальна допомога — 17,8 %, виробництво — 13,4 %, фінанси, страхування та нерухомість — 10,0 %.